# Joseph Gärtner
Joseph Gärtner (12. marts 1732 i Kalw ved Stuttgart – 14. juli 1791 i Tübingen) var en tysk botaniker, far til Karl Friedrich von Gärtner.
Gärtner blev 1761 professor i anatomi i Tübingen, overtog 1768 professoratet i botanik i Petrograd, for hvis botaniske have han samtidig blev direktør, men vendte allerede 1770 tilbage til sin fødeby, hvor han nedsatte sig som læge.
Han er særlig bekendt ved sine studier over planternes frugter; materialet til hans berømte værk De fructibus et seminibus plantarum (2 bind, 1788—91, med 180 tavler) er for en stor del leveret af Banks og Thunberg og indsamlet af disse på deres store rejser.
Dette store værk, i hvilket mere end 1000 planteslægters frø og frugter er beskrevne og afbildede, danner grundlaget for de nævnte organers formlære, og den rigtige forskel mellem de lønbo planters "sporer" og blomsterplanternes "frø" er heri for første gang givet.
Den væsentligste mangel ved Gärtners i øvrigt så fortjenstfulde arbejde ligger i manglen af udviklingshistoriske sammenligninger, hvilke var en langt senere tid forbeholdte. Lamarck opkaldte en loganiacé, Gaertnera, efter ham.

## Autornavn
J.G. omtales under navnet Gaertn. i botanisk faglitteratur.